# Khalil Gibran School Rabat
 (mars 2019).
Si vous disposez d'ouvrages ou d'articles de référence ou si vous connaissez des sites web de qualité traitant du thème abordé ici, merci de compléter l'article en donnant les références utiles à sa vérifiabilité et en les liant à la section « Notes et références ».
Khalil Gibran School (KGS) est une école internationale britannique basée à Rabat au Maroc et fondée en 1986 par Fouad Lyoubi. L'école porte le nom de l'artiste, poète et écrivain libanais Gibran Khalil Gibran. KGS s'adresse aux enfants de 4 à 18 ans.